# Conselho Mundial de Viagens e Turismo
O Conselho Mundial de Viagens e Turismo (em inglês World Travel & Tourism Council - WTTC) é um fórum para a indústria de viagens e turismo. É composto de membros da comunidade de negócios global e trabalha com os governos para aumentar a conscientização sobre o setor de viagens e turismo. Ele é conhecido por ser o único fórum a representar o setor privado em todas as partes do setor em todo o mundo. Suas atividades incluem pesquisa sobre o impacto econômico e social do setor e a organização de conferências globais e regionais focadas em assuntos e acontecimentos relevantes para a indústria.

## História
O Conselho começou na década de 1980, com um grupo de empresários liderado pelo ex - American Express CEO James D. Robinson III. O grupo foi formado para discutir o setor de viagens e turismo e a necessidade de mais dados relacionando a importância do que alguns acreditavam ser uma indústria não-essencial. Discussões levaram para a primeira reunião do WTTC em Paris, França , em 1989. A primeira reunião contou com um discurso do formador dos Estados Unidos, Secretário de Estado Henry Kissinger, que sugeriu que o setor de viagens e turismo não fosse amplamente reconhecido devido à sua ausência de organização ou estrutura. O WTTC foi oficialmente estabelecido em 1990.

### Atuais e ex-presidentes
- 1990 - 2001: Geoffrey Lipman[6]
- 2001 - 2010: Jean-Claude Baumgarten[7]
- 2010–presente: David Scowsill[8]

## Atividades

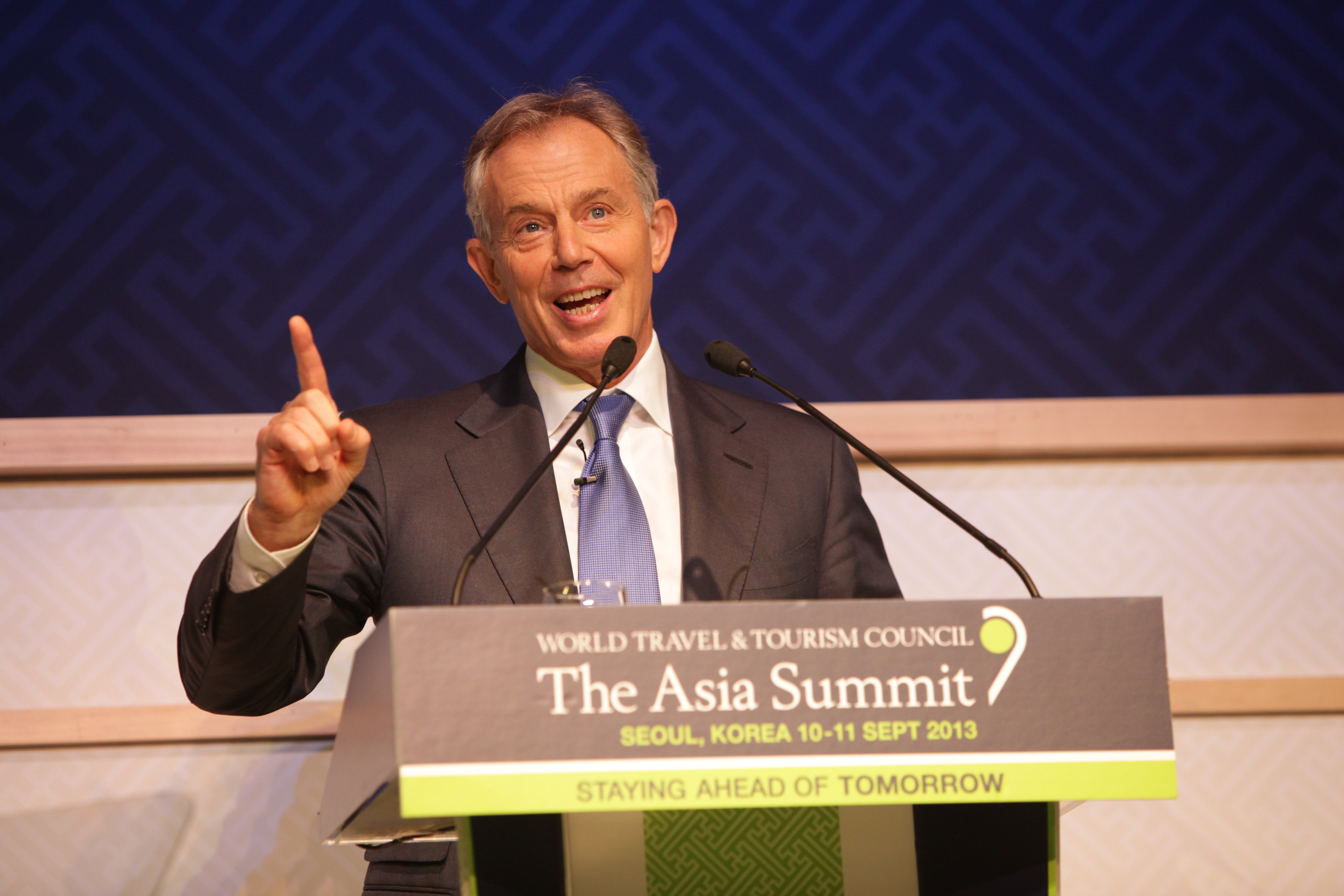
Tony Blair falando na conferência do WTTC da Ásia, na Coreia do Sul em 2013.

## References
1. 1 2 3 4  Tichy, Noel M. (1997). Corporate Global Citizenship: Doing Business in the Public Eye. [S.l.]: Lexington Books. ISBN 9780787910952
2. 1 2  Bhatia, A.K. (2006). The Business of Tourism: Concepts and Strategies. [S.l.]: Sterling Publishers Pvt. Ltd. ISBN 9788120731189
3. ↑  Dwyer, Larry (2006). International Handbook on the Economics of Tourism. [S.l.]: Edward Elgar Publishing. ISBN 9781847201638
4. ↑  Weissmann, Arnie (28 de maio de 2003). «WTTC: Looking for daylight after yellow flag». Travel Weekly. Consultado em 6 de março de 2014
5. ↑  «A History of the World Travel & Tourism Council» (PDF). WTTC website. Consultado em 6 de março de 2014
6. ↑  «Profile Geoffrey Lipman». Consultado em 6 de março de 2014. Arquivado do original em 10 de julho de 2015
7. ↑  Alcantara, Nelson (25 de fevereiro de 2011). «Baumgarten reflects on 11 years with WTTC». Global Travel News. Consultado em 6 de março de 2014
8. ↑  Nee, Lee Yen (20 March 2014).